# Groupe de NGC 825
Le groupe de NGC 825 comprend au moins cinq galaxies situées dans les constellations des Poissons et de la Baleine. La distance moyenne entre ce groupe et la Voie lactée est d'environ 46,2 Mpc (∼151 millions d'al). 

## Membres
Le tableau ci-dessous liste les cinq galaxies du groupe indiquées dans l'article de A.M. Garcia paru en 1993. 
| Nom      | Constellation | Class.  | Type                 | α (J2000.0)   | δ (J2000.0) | Vitesse radiale (km/s) | m               | Distance (Mpc) | Diamètre (kal) |
| -------- | ------------- | ------- | -------------------- | ------------- | ----------- | ---------------------- | --------------- | -------------- | -------------- |
| NGC 825  | Baleine       | Sa      | Spirale              | 02h 08m 32.3s | 06° 19′ 25″ | 3398 ± 5               | 13,2            | 46,1 ± 3,2     | 181            |
| IC 208   | Baleine       | SAbc    | Spirale              | 02h 08m 27.7s | 06° 23′ 42″ | 3524 ± 29              | 13,4            | 47,9 ± 3,4     | 75             |
| IC 1776  | Poissons      | SB(s)d  | Spirale barrée       | 02h 05m 15.2s | 06° 06′ 25″ | 3410 ± 5               | 13,3            | 46,3 ± 3,3     | 106            |
| UGC 1646 | Baleine       | SBbc    | Spirale barrée       | 02h 09m 04.6s | 05° 06′ 47″ | 3378 ± 2               | 13,67           | 45,9 ± 3,2     | 90             |
| UGC 1649 | Baleine       | SA(s)dm | Spirale magellanique | 02h 09m 12.2s | 06° 36′ 03″ | 3303 ± 3               | 13,003 ± 0,0181 | 44,8 ± 3,2     | 80             |

- 1Dans le proche infrarouge.

Le site DeepskyLog permet de trouver aisément les constellations des galaxies mentionnées dans ce tableau ou si elles ne s'y trouvent pas, l'outil du site constellation permet de le faire à l'aide des coordonnées de la galaxie. Sauf indication contraire, les données proviennent du site NASA/IPAC.